# Bisdom Tibú
Het bisdom Tibú (Latijn: Dioecesis Tibuensis) is een rooms-katholiek bisdom met als zetel Tibú, in Colombia. Het bisdom is suffragaan aan het aartsbisdom Nueva Pamplona. 

## Geschiedenis
Het bisdom werd opgericht op 1 augustus 1951, als de territoriale prelatuur Bertrania en el Catatumbo, uit delen van de bisdommen Nueva Pamplona en Santa Marta, en was suffragaan aan het aartsbisdom Cartagena. Op 29 mei 1956 veranderde het van kerkprovincie en werd suffragaan aan het nieuw verheven aartsbisdom Nueva Pamplona. Op 16 november 1983 veranderde het van naam naar territoriale prelatuur Tibú. Op 29 december 1998 werd het verheven tot bisdom.  

## Parochies
Het bisdom had in 2020 een oppervlakte van 7.840 km2 en telde 212.275 inwoners waarvan 97,0% rooms-katholiek was.

## Ordinarii

### Prelaten
- Juan José Díaz Plata (13 september 1953 - 2 augustus 1979)
- Jorge Leonardo Gómez Serna (9 oktober 1980 - 6 maart 1986)
  - Tiberio Polanía Ramírez (apostolisch administrator: 30 april 1986 - 21 februari 1988)
- Horacio Olave Velandia (23 januari 1988 - 17 maart 1988)
- Luis Madrid Merlano (21 mei 1988 - 19 april 1995)

### Bisschoppen
- José de Jesús Quintero Díaz (5 januari 1996 - 23 oktober 2000)
- Camilo Fernando Castrellón Pizano (23 april 2001 - 2 december 2009)
- Omar Alberto Sánchez Cubillos (8 juni 2011 - 12 oktober  2020)
  - Jorge Alberto Ossa Soto (apostolisch administrator: 12 december 2020 - 12 februari 2022)
- Israel Bravo Cortés (5 november 2021 - heden)

## Galerij van afbeeldingen

Wapen van het bisdom Tibú

Nueva Pamplona (aartsbisdom) · Arauca · Cúcuta · Ocaña · Tibú